# Ostap Safin
Ostap Safin (* 11. února 1999, Praha) je český hokejový útočník ruského původu hrající v HK Lada Toljatti.
Narodil se v Praze a zde se také stal odchovancem Sparty, za níž nastoupil v Extralize již v 16 letech k utkání proti Kometě Brno. Podobně se mu dařilo i v sezóně 2016/17, ve které nastoupil v 8 utkáních mezi dospělými a připsal si 2 body za gól a asistenci. Navíc byl na 3 utkání zapůjčen Litoměřicím do WSM ligy. Po této sezóně byl draftován do NHL ve 4. kole z celkově 115. místa Edmontonem Oilers, kteří jej před sezónou 2017/18 vyzkoušeli v přípravném kempu, ve kterém ovšem Safin neuspěl a tak hrál sezónu v juniorské severoamerické lize QMJHL za Saint John Sea Dogs, kde sbíral téměř bod na zápas.
První větší reprezentační akci vyzkoušel s reprezentací do 17 let na Světovém poháru sedmnáctiletých 2016. Tam v 5 utkáních vstřelil 1 gól. Po sezóně se navíc zúčastnil Memoriálu Ivana Hlinky s reprezentací do 18 let a 3 góly pomohl k premiérovému vítězství ČR v tomto turnaji. V roce 2017 hrál za stejně starou reprezentaci na Mistrovství světa do 18 let, kde v 5 zápasech vstřelil 1 gól a přidal 3 asistence. O necelý rok později byl nominovaný do juniorské reprezentace na juniorský šampionát 2018 v americkém Buffalu.
Ostap Safin má ruskou rodinu. Rodiče s jeho sourozenci se do Česka přestěhovali v době, kdy jeho matka čekala právě Ostapa. Ten tak před odchodem do zámoří ovládal jak český, tak také anglický a ruský jazyk. Občanství má české a ruské 

## Statistiky

### Klubové statistiky
| Sezóna     | Klub                  | Soutěž            |    | Základní část | Základní část | Základní část | Základní část | Základní část |   | Play off | Play off | Play off | Play off | Play off |
| Sezóna     | Klub                  | Soutěž            | Z  | G             | A             | B             | TM            | Z             | G | A        | B        | TM       |          |          |
| 2015–16    | HC Sparta Praha       | Extraliga juniorů | 2  | 0             | 0             | 0             | 2             | —             | — | —        | —        | —        |          |          |
| 2015–16    | HC Sparta Praha       | ELH               | 1  | 0             | 0             | 0             | 0             | —             | — | —        | —        | —        |          |          |
| 2016–17    | HC Sparta Praha       | Extraliga juniorů | 24 | 6             | 12            | 18            | 66            | 6             | 4 | 5        | 9        | 2        |          |          |
| 2016–17    | HC Sparta Praha       | ELH               | 8  | 1             | 1             | 2             | 2             | —             | — | —        | —        | —        |          |          |
| 2016–17    | HC Stadion Litoměřice | 1. ČHL            | 3  | 0             | 0             | 0             | 0             | —             | — | —        | —        | —        |          |          |
| 2017–18    | Saint John Sea Dogs   | QMJHL             | 61 | 26            | 32            | 58            | 31            | —             | — | —        | —        | —        |          |          |
| 2017–18    | Bakersfield Condors   | AHL               | 9  | 1             | 0             | 1             | 2             | —             | — | —        | —        | —        |          |          |
| 2018–19    | Halifax Mooseheads    | QMJHL             | 15 | 3             | 8             | 11            | 14            | 23            | 0 | 2        | 2        | 10       |          |          |
| 2019–20    | Wichita Thunder       | ECHL              | 54 | 16            | 19            | 35            | 27            | —             | — | —        | —        | —        |          |          |
| 2020–21    | Bakersfield Condors   | AHL               | 22 | 4             | 2             | 6             | 2             | 6             | 1 | 1        | 2        | 0        |          |          |
| 2021–22    | Bakersfield Condors   | AHL               | 27 | 2             | 3             | 5             | 10            | —             | — | —        | —        | —        |          |          |
| 2021–22    | Wichita Thunder       | ECHL              | 8  | 0             | 1             | 1             | 7             | —             | — | —        | —        | —        |          |          |
| 2022–23    | HC Sparta Praha       | ELH               | 41 | 8             | 5             | 13            | 18            | 2             | 1 | 0        | 1        | 4        |          |          |
| 2022–23    | HC Baník Sokolov      | 1. ČHL            | 5  | 0             | 8             | 8             | 4             | —             | — | —        | —        | —        |          |          |
| 2023–24    | HK Lada Toljatti      | KHL               | 67 | 13            | 23            | 36            | 32            | 5             | 0 | 0        | 0        | 0        |          |          |
| ELH celkem | ELH celkem            | ELH celkem        | 50 | 9             | 6             | 15            | 20            | 2             | 1 | 0        | 1        | 4        |          |          |
| AHL celkem | AHL celkem            | AHL celkem        | 58 | 7             | 5             | 12            | 14            | 6             | 1 | 1        | 2        | 0        |          |          |

### Reprezentační statistiky
| Rok                           | Tým                           | Soutěž                        | Z  | G | A | B  | TM |
| ----------------------------- | ----------------------------- | ----------------------------- | -- | - | - | -- | -- |
| 2016                          | Česko 18                      | HGC                           | 5  | 3 | 1 | 4  | 2  |
| 2017                          | Česko 18                      | MS-U18                        | 5  | 1 | 3 | 4  | 2  |
| 2018                          | Česko 20                      | MSJ                           | 7  | 1 | 2 | 3  | 6  |
| Juniorská reprezentace celkem | Juniorská reprezentace celkem | Juniorská reprezentace celkem | 17 | 5 | 6 | 11 | 10 |

## Úspěchy

### Kolektivní úspěchy
- 2016 – Vítězství na Memoriálu Ivana Hlinky.